# Frank Rich
Frank Rich is een lesmethode die is ontwikkeld om mensen eenvoudig gitaar te leren spelen. Het personage Frank Rich is een fictieve gitaarleraar die als stripfiguur in de boeken staat afgebeeld. De methode van Frank Rich richt zich zowel op klassieke muziek als andere stijlen zoals bijvoorbeeld Spaans, popmuziek, blues, volksmuziek.
De eerste lesboeken van Frank Rich verschenen in het begin van de zeventiger jaren. Voor deze periode waren de lesmethoden beperkt tot enkel "klassiek" of "akkoorden spelen". De lesmethode van Frank Rich bestond uit het leren spelen van noten en akkoorden in verschillende stijlen en na een paar bladzijden reeds het spelen van bekende liedjes. Hierdoor werd gitaar leren spelen voor beginners veel aantrekkelijker. Deze manier van leren werd al snel overgenomen door andere uitgevers en de Rich-methode geldt tegenwoordig als standaard lesmethode.